# Liste der Theater und Opernhäuser in Venedig
In Venedig gab es seit dem 17. Jahrhundert zahlreiche Theater und Opernhäuser, von denen heute nur noch drei Häuser existieren.

## Ehemalige Theater, die zerstört, niedergerissen oder abgebrannt sind
- Teatro San Cassiano 1637–1812. Schauplatz erster kommerzieller Opernaufführungen, Francesco Mannellis Andromeda, 1637. 1812 abgerissen.
- Teatro Santi Giovanni e Paolo 1638–1715, ein Theater, das die Grimani-Familie besaß, es war an der Calle della Testa gelegen.
- Teatro Novissimo 1640–1645. Bestand sechs Jahre lang und erlebte sechs Uraufführungen.
- Teatro San Moisè 1640–1818. Nahe dem Palazzo Giustiniani und der Kirche San Moisè am Beginn des Canal Grande.
- Teatro SS. Apostoli, ab 1648.
- Teatro ai Saloni di San Gregorio, seit etwa 1650 für die Mitglieder der Akademie des Schauspiels in Betrieb.
- Teatro Sant’Apollinare 1651–1661.
- Teatro San Samuele 1665–1889. 1655 von der Grimani-Familie begründet. Das Theater war bis 1889 in Gebrauch. Es stand am Rio del Duca und wurde 1894 niedergerissen.
- Teatro Sant’Angelo, 1677–1803, das Theater, in dem Antonio Vivaldi die meisten seiner rund hundert Opern herausbrachte.
- Teatro a Cannaregio, 1679 durch den Patrizier Marco Morosini anlässlich der Vorstellung der Oper Ermelinda erbaut, nahe der Chiesa di San Giobbe.
- Teatro alle Zattere, ein privates Theater auf der Promenade in Ognissanti 1679.
- Teatro Altieri, 1690, ein privates Theater im Garten der Fürsten Altieri, in dem außer der 1690 gespielten Oper Gl’amori fortunati negli equivoci des Alessandro Scarlatti nur eine weitere Opernaufführung überliefert ist.[1][2]

- Teatro Calle dell’Oca, 1707, kleines Theater.
- Teatro San Benedetto, ab 1755. Ein weiteres Theater der Grimani-Familie, 1755 erbaut, 1774 abgebrannt, wiederaufgebaut. Später nach seinem Betreiber als Teatro Gallo bezeichnet, schließlich als Teatro Rossini bezeichnet.

## Theater, die bis heute bestehen
- Teatro La Fenice – Venedigs führendes Opernhaus. Erstmals erbaut und eröffnet 1792, mehrfach umgebaut, zuletzt 2003 nach einem Brand (1996) wieder eröffnet.
- Teatro Goldoni seit 1622 bis heute. Ursprünglich als Teatro Vendramin di San Salvador bekannt, oder Teatro San Salvatore, auch als Teatro San Luca bekannt, 1622, umbenannt in Teatro San Luca, dann Teatro Apollo (1833), seit 1875 unter dem Namen Teatro Goldoni (Teatro Stabile di Veneto „Carlo Goldoni“).
- Teatro Malibran, ursprünglich Teatro San Giovanni Grisostomo 1678. Wiedereröffnet 2001 durch Präsident Carlo Azeglio Ciampi
- Teatro Fondamenta Nuove im Sestiere Cannaregio, 1998 an der nördlichen Lagune erbaut, es dient musikalischen und kulturellen Zwecken, außerdem als Konferenzzentrum